# ونادیلا، نبراسکا
ونادیلا(به انگلیسی: Unadilla) شهری در ایالت نبراسکا کشور ایالات متحده آمریکا است که جمعیت آن در سرشماری سال ۲۰۱۰ میلادی، ۳۱۱ نفر بوده‌است.